# Vansinnigt förälskad
Vansinnigt förälskad (franska: À la folie... pas du tout) är en fransk långfilm från 2002 i regi av Laetitia Colombani, med Audrey Tautou, Samuel Le Bihan, Isabelle Carré och Sophie Guillemin i rollerna.

## Handling
Angelique, en ung konststuderande är kär i en gift läkare. Hon försöker få honom att lämna sin gravida fru. Men han dyker inte upp till det bokade mötet eller resan till Florens. Sedan berättas historien ur läkarens synvinkel - och då ser allt rätt så annorlunda ut.

## Skådespelare
- Audrey Tautou - Angélique, konststudent
- Samuel Le Bihan - Loïc, hjärtkirurg
- Isabelle Carré - Rachel, Loïcs maka
- Clément Sibony - David, medicinstudent
- Sophie Guillemin - Héloïse, Angéliques arbetskamrat